# Учитељ (ТВ серија)
„Учитељ ” је југословенска телевизијска серија снимљена 1983. године у продукцији Телевизије Београд.

## Улоге
| Глумац                   | Улога      |
| ------------------------ | ---------- |
| Драган Николић           | Милош      |
| Велимир Бата Живојиновић | Шопенхауер |
| Данило Бата Стојковић    | Божур      |
| Ена Беговић              | Милица     |
| Павле Вуисић             | Драгиша    |
| Јелица Сретеновић        | Стана      |
| Милош Жутић              | Приповедач |
| Мелита Бихали            | Праља      |
| Владан Живковић          | Матичар    |
| Љубо Шкиљевић            |            |
| Снежана Младеновић       |            |

Комплетна ТВ екипа ▼
| Редитељ              | Здравко Шотра        |
| Сценариста           | Слободан Стојановић  |
| Композитор           | Душан Каруовић       |
| Директор фотографије | Божидар Бота Николић |
| Монтажер             | Бојана Субота        |